# Park City (Utah)

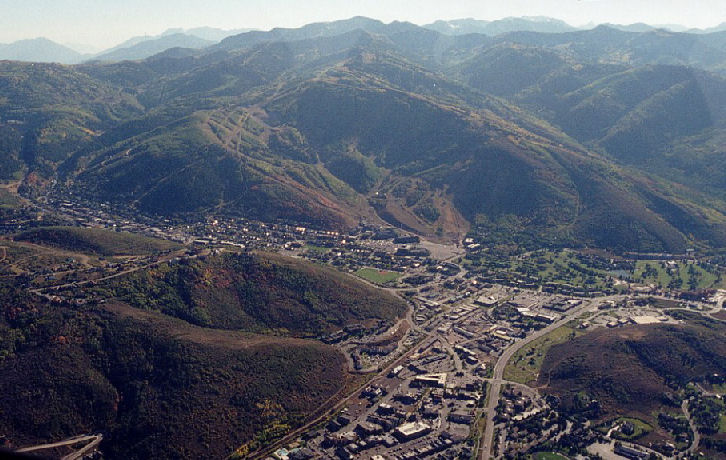
Park City

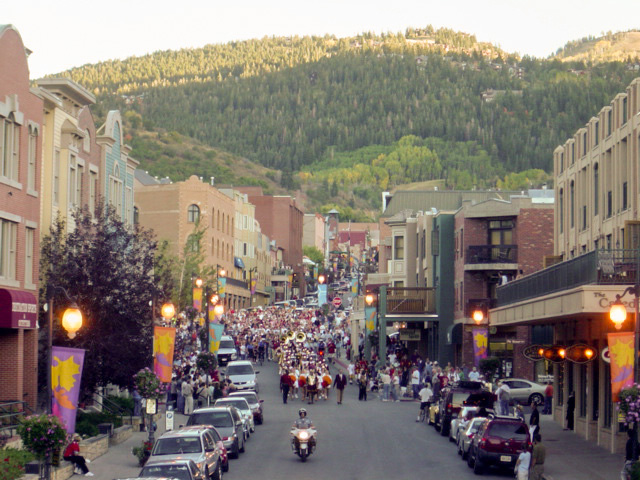
Main Street tijdens een parade

Park City is een stad in Utah. Het wordt beschouwd als een onderdeel van Wasatch Back. Volgens de volkstelling in 2000 had de stad een totale bevolking van 7371. De geschatte bevolking in 2004 was 7882. De stad maakte in de jaren 1980 en 1990 een explosieve groei mee en biedt plaats aan twee grote skioorden: Park City Mountain Resort en Deer Valley. Beide waren  locaties voor de ski- en snowboardonderdelen tijdens de Olympische Winterspelen van 2002. In 2007 werden er de winterspelen van de Deaflympics gehouden. Skiën is de belangrijkste inkomstenbron van de stad. Verder is het de hoofdlocatie van het Sundance Film Festival.

## Geschiedenis
De stad werd in 1870 gesticht als een mijnbouwstad, nadat er lood, goud en zilver in het gebied werd gevonden. De stad werd zo dichtbevolkt, dat veel mensen dachten dat het Salt Lake City zou vervangen als voornaamste stad van Utah. Echter, toen de mijnen het waterpeil bereikten, liepen ze vol. De stad veranderde bijna in een spookstad. Het skiën kwam in de jaren '50 naar de stad, maar de stad verbeterde niet totdat in de jaren '70 de groei van de toeristische sector kwam. De groei versnelde de laatste decennia, en het is nu een van de rijkste en bedrijvigste steden van de Verenigde Staten.

## Geografie
Park City ligt op 40°39'34" noord, 111°29'59" west.
Volgens het United States Census Bureau heeft de stad een oppervlakte van 24,4 km².
In het zuiden van de stad liggen de skigebieden Deer Valley Resort en Park City Mountain Resort. Park City zelf ligt ten zuiden van de Snyderville Basin vallei, waarin de skiresorts Canyons Village at Park City en Utah Olympic Park gelegen zijn. De stad wordt omgeven door steile berghellingen in het zuidoosten, het zuiden en het westen, waaronder de flanken van Park City Montain, Bald Eagle Mountain en Bald Mountain.

## Plaatsen in de nabije omgeving
De onderstaande figuur toont nabijgelegen plaatsen in een straal van 20 km rond Park City.